# Slutspel i ungdomen
Slutspel i ungdomen är en roman av Eyvind Johnson utgiven 1937. Den är den avslutande delen i romansviten Romanen om Olof.